# Ouassini Embarek
Pour les articles homonymes, voir Embarek.
Ouassini Embarek est un acteur franco-algérien, né le 10 septembre 1980, à Nanterre.

## Biographie
Né dans une famille algérienne, Ouassini Embarek commence sa carrière, à 14 ans, en jouant le petit frère de Sami Bouajila dans Bye-bye de Karim Dridi, film présenté au Festival de Cannes dans la section un certain regard. Après le bac, les tournages s'enchaînant, il abandonne les études et s'initie au théâtre au sein de la compagnie du Théâtre par le Bas de Nanterre.
Après plusieurs apparitions pour le grand et le petit écran, notamment, dans Le Plus Beau Métier du monde de Gérard Lauzier, Je suis né d'une cigogne de Tony Gatlif, Baise-moi ou dans la série Les Bœuf-carottes, il décroche son premier grand rôle dans Café de la plage de Benoît Graffin où il interprète Driss, un jeune de Tanger qui se lie d’amitié avec un vieil homme acariâtre. Un rôle qui lui vaut le prix du meilleur acteur au Festival du cinéma de Sotchi en Russie. 
On l’aperçoit au côté de Nick Nolte dans la production américaine L'Homme de la Riviera de Neil Jordan. En 2004, un nouveau grand rôle dans À tout de suite de Benoît Jacquot, où il incarne Sid Mohamed Badaoui dit Bada, membre du gang des postiches dont s'éprend une jeune bourgeoise interprétée par Isild Le Besco puis, l’année suivante, dans le téléfilm Nuit noire 17 octobre 1961 d'Alain Tasma (qui sortira en salles quelques mois après sa diffusion télévisée), dans lequel il joue un jeune algérien qui prépare le Certificat d'études primaires, victime du terrible massacre du 17 octobre 1961 par la police française lors d'une manifestation d'Algériens organisée à Paris par la Fédération de France du FLN.

## Filmographie

### Cinéma

#### Longs métrages
- 1994 : Bye Bye de Karim Dridi : Mouloud
- 1996 : Le Plus Beau Métier du monde de Gérard Lauzier : Mouloud
- 1997 : Messieurs les enfants de Pierre Boutron : Nourdine Kader enfant
- 1997 : Droit dans le mur de Pierre Richard : apparition
- 1999 : Je suis né d'une cigogne de Tony Gatlif : Ali
- 1999 : Baise-moi de Virginie Despentes et Coralie Trinh Thi : Radouan
- 2000 : Total Western d'Eric Rochant : Aziz
- 2000 : Faites comme si je n'étais pas là d'Olivier Jahan : Karim
- 2001 : Café de la plage de Benoît Graffin : Driss
- 2002 : 3 zéros de Fabien Onteniente : Ali
- 2002 : L'Homme de la Riviera (The Good Thief) de Neil Jordan : Saïd
- 2003 : Osmose de Raphaël Fejtö : le vendeur de chaussures
- 2003 : Le Soleil assassiné d'Abdelkrim Bahloul : Belkacem
- 2004 : À tout de suite de Benoît Jacquot : Bada
- 2004 : Le Convoyeur de Nicolas Boukhrief : Alex
- 2004 : Virgil de Mabrouk el Mechri : le client grec
- 2005 : Nuit noire, 17 octobre 1961 d'Alain Tasma : Abde
- 2005 : La Vie privée de Zina Modiano : Sofiane
- 2012 : Paradis perdu d'Ève Deboise : Akim
- 2022 : Athena de Romain Gavras
- 2022 : Une femme de notre temps de Jean-Paul Civeyrac : Samy
- 2025 : Le Système Victoria de Sylvain Desclous : L'avocat

#### Courts métrages
- 2000 : Génération cutter de Mabrouk El Mechri
- 2000 : 24/24 de Bertrand Eluerd et Antoine Raimbault : le jeune homme
- 2002 : Concours de circonstance de Mabrouk El Mechri
- 2003 : Bonne nuit ou Dormir en voiture de Jean-Paul Salomé : Mounir
- 2005 : Au petit matin de Xavier Gens : Farid
- 2010 : Amsterdam de Philippe Etienne : Hakim
- 2011 : La Part de Franck de Dominique Baumard : Malik
- 2013 : Bye bye mélancolie de Romain Laguna : Mourad
- 2023 : Un job en or de Rayen Hediji : Chef des braqueurs[4]

### Télévision

#### Téléfilms
- 2001 : Grosse bêtise d'Olivier Péray : Tanker
- 2003 : Anomalies passagères de Nadia Farès : Nasser
- 2007 : De nouvelles vies de Stéphane Kurc : Karim
- 2010 : Pas si simple de Rachida Krim : Samir

#### Séries télévisées
- 1997 : Les Bœuf-carottes, épisode La Manière forte de Michel Vianey : Sliman
- 1998 : Le Bahut, épisode La Fugue en mineure de Michaëla Watteaux : Amine
- 1999 : Dossiers : Disparus, épisode Elodie de Paolo Barzman : Hocine
- 2009 : PJ, 4 épisodes : Charlie Girardet
- 2020 : The Eddy, créé par Jack Thorne : Paplar

## Distinctions
- 2002 : Prix du meilleur acteur au Festival du cinéma de Sotchi en Russie, pour Café de la plage de Benoît Graffin
- 2011 : Nomination au prix du meilleur jeune espoir masculin au Festival Jean Carmet de Moulins, pour La Part de Franck de Dominique Baumard